# 奥さまは○学生
『奥さまは○学生』（おくさまはまるがくせい）は、2006年8月13日に同人ブランド私立さくらんぼ小学校が製作したアダルトゲームである。2008年1月からはDMMなどでのダウンロード販売も行なわれている。

## 概要
公式ジャンルは「ドタバタ結婚生活エッチコメディ」とされている。複数話で構成されるアニメ形式の演出となっており、各話の合間や話の途中でアイキャッチが設けられている。また、「目が点」「主人公に殴りかかる花子の実力行使」「花子激怒」「雪江激怒」など、一部の場面ではモノクロのスケッチ様で漫画の一コマ形式の演出となっている。
攻略対象キャラクターの年齢はパッケージやWeb上では明記されていない。本作発売前年である2005年の冬コミで、同人ショップから警察やPTAからショップに指摘があったため年齢を伏せて販売してよいかという質問があったことが理由で、ショップの便宜を考えて始めから年齢を伏せているのだという。また、起動クレジットにおいても「登場する女の子は全員18才以上です」「絶対に小中学生じゃないんだから」と記している。但し、作中では18歳未満の年齢が明記されている。
本作では私立さくらんぼ小学校には珍しく非ロリキャラが設けられている。これについて苦魔鬼は非ロリを入れることでロリが際立つ「ヒロイン間の対比による幼さの演出」と語っている。

## あらすじ
名家のお坊ちゃまである主人公「曲直部大作」は、16歳の誕生日に母から驚くべきことを聞かされる。鎌倉時代から800年にも渡る曲直部家のしきたりによって、16歳になった男子を一人前の男と認め、嫁「小宮山雪江」を用意しているのだという。新居となる離れの洋館に行ってみると、小さな女の子に出会う。女中の子供かと思っていたその子こそが、実は「小宮山雪江」であった。こうして、まるでおままごとのような結婚生活が始まる。

## 登場人物

### メインキャラクター
曲直部大作（まなべだいさく）
主人公。16歳の誕生日に、名家のしきたりに従って嫁をあてがわれ、同居生活を始めることとなる。主人公は、結婚当初は世間一般から見て異常なこの結婚に不満を覚えていたが、幼いながらも健気に尽くす雪江を見ているうち、一番大変なのは見知らぬ家に突然嫁ぐことになった雪江だ、守ってやろう、二人で困難を乗り越えていこう、と次第に心を変えていく。
小宮山雪江（こみやまゆきえ）（声：榊木春乃）
小宮山家の令嬢。10歳（小4）。小宮山家は代々曲直部に嫁を輩出しており、雪江もその目的で、人としてより人形として育てられていた。そのため、結婚当初はオドオドして感情の起伏をほとんど見せることがなかったが、大作とのやり取りの中で次第に心を取り戻していく。
峰花子（みねはなこ）（声：吉川華生）
雪江のお付き（お世話係）。14歳（中2）。通称「花ちゃん」。さく小に珍しい、非ロリで巨乳キャラクター。また、感情をあらわにすることが多く、雪江とはいろいろな意味で対照的なキャラクター。大作と雪江との結婚に猛反対で雪江に付いてきた。主人公が雪江にちょっかいを出そうとすると、実力を以って阻止しようとする。結婚当初はツンツンしていたが、大作が優しいということが判って、雪江の変化を感じ取ってからは、次第にやわらかさを帯びていく。

### サブキャラクター
大作のお母さん（声：不明）
名前と年齢は不詳。普段はのほほんとしたキャラクターであるが、曲直部家のこととなると途端に厳しくなる。事あるごとに雪江に「曲直部の妻としての心得」を吹き込み、それが原因でトラブルを巻き起こすことも。
妄想妻（声：不明）
大作が雪江を本気で守ろうとするまで登場していた、妄想上の妻。

## ゲームシステム
ゲームシステムは、一般的な選択型アドベンチャーとなっている。シナリオエンジンには吉里吉里を使用。前述の通り、複数話から構成されるアニメ形式となっており、途中で選んだ選択肢によって、最終話への展開が変わっていく。以下は、共通パートの各話のサブタイトルであり、以降は話の展開によってサブタイトルが変化する。
1. 奥様は小学生!?
2. 小学生愛妻弁当
3. 奥様のおつとめ
4. こどもおっぱい愛いっぱい
5. おちんちんのお勉強
6. ファーストキス
7. こどもだってがんばる
8. 花子の想い
9. しっかりします
10. 甘酒でいい気分
11. 新妻の決意
12. 風邪引き恋模様
13. ちょっと?エッチなバースデイ
14. いつもの甘い日常
15. おしりでなんか感じないから
16. 花子の一日新妻
17. 朝のご奉仕はDotch!?
18. いつもの甘すぎる日常
19. サヨナラは突然に

## スタッフ
- シナリオ・スクリプト : 苦魔鬼轟丸
- 原画・背景 : みそおでん